# Infecção intestinal
Infecção intestinal ou gastroenterocolite aguda (GECA) é o tipo de infecção que afeta os intestinos em humanos e animais, podendo ser causados por vários patógenos como vírus, bactérias, protozoários, etc., diferindo da intoxicação intestinal, que tem causa na ingestão de alimentos ou substâncias causadoras dos sintomas, sendo um dos principais problemas de saúde no mundo. 
É uma importante causa de óbitos, sobretudo nos países em desenvolvimento podendo, além disso, causar sequelas graves quando em crianças pela falta de absorção de nutrientes essenciais em razão da diarreia que provoca. No mundo, dão causa a óbito a cada ano a cerca de três milhões de crianças com idade inferior a cinco anos.
Com dados de 2001, estimava-se que ao ano ocorriam 1,5 bilhão de casos de GECA no mundo, dos quais 70% eram decorrentes da ingestão de alimentos que sofreram contaminação. Embora seja um problema de saúde pública nos país não desenvolvidos, os Estados Unidos registravam uma média de 33 milhões de casos, ao passo que no Reino Unido esse número atingia 35 mil casos de internação a cada ano. Estes números eram considerados subestimados pois somente 10% dos adultos com diarreia procuravam atendimento médico e, neste total, somente 20% vinham a ser submetidos a coprocultura e exames de viroses.

## Principais patógenos
Os principais agentes biológicos causadores da GECA são os seguintes:
Bactérias
Que prduzem toxinas pré-formadas:
| - Clostridium botulinum | - Staphylococcus aureus | - Bacillus cereus |

Que produzem toxinas na luz intestinal:
| - Escherichia coli | - Vibrio spp |

Que invadem o epitélio intestinal:
| - Salmonella spp - Listeria monocytogenes | - Campylobacter spp - E. coli (enteroinvasiva) | - Yersinia spp | - Shigella spp |

Outras bactérias:
| - Aeromonas spp | - Plesiomonas shigelloides | - E. coli (enteropatogênica) |

Fungos
| - Aspergillus flavus | - Aspergillus parasiticus |

Vírus
| - Vírus da hepatite A e B | - Adenovírus (entérico) | - Rotavírus | - Parvovírus |

Protozoários
| - Cryptosporidium parvum | - Giardia lamblia | - Entamoeba histolytica | - Isospora belli | - Dientamoeba fragilis | - Blastocystis hominis |

Parasitas (vermes e outros)
| - Taenia solium | - Taenia saginata | - Hymenolepis nana | - Ascaris | - Trichuris | - Trichinella spiralis |

Além desses agentes, as seguintes toxinas de origem biológica podem causar a GECA: tetrodotoxinas, micotoxinas e aflatoxinas.